# Jamilena
Jamilena és un municipi de la província de Jaén (Espanya), situat entre les comarques de la Sierra Sur de Jaén i la Campiña de Jaén. Jamilena pertany al Partit Judicial de Martos i està a una distància de 16 km de la ciutat de Jaén.
Els municipis que envolten Jamilena són Martos, Torredonjimeno, Torre del Campo i Los Villares. El seu terme municipal posseeix uns 8,96 km². La seva població és de 3.429 habitants (INE 2005) i en la seva majoria està dedicada al treball del cultiu i recol·lecció de l'oliva. Però, a causa de l'estacionalitat d'aquesta tasca, la majoria està dedicada a la manipulació de l'all i al treball en el sector del metall i la construcció.